# 青岛公交221路线
青岛公交221路线是青岛市胶州湾东岸城区的一条公交线。该路线自1999年5月28日起开通运营，途经市南区、市北区两区。隶属于青岛公交集团市南巴士第七分公司。

## 路线走向
- 下行：途经福州北路、伊春路、南京路、拜泉路、山东路、重庆南路、温州路、内蒙古路、长春路、利津路、宁海路、登州路、齐东路、莱芜二路、莱芜一路、江苏路、沂水路、德县路、湖北路、中山路、沧口路、济南路。
- 上行：途经济南路、河南路、湖北路、德县路、沂水路、龙口路、龙山路、龙江路、长阳路、华山路、大学路、登州路、延安路、延安一路、登州路、寿光路、辽宁路、利津路、长春路、内蒙古路、温州路、重庆南路、南京路、伊春路、福州北路。[參⁠ 2][參⁠ 3][參⁠ 1]

## 停车站点
本路线共设置36个停车站点，其中11个仅单方向停靠。每年夏季登州路啤酒街开街期间，部分站点发生变化。
| 序号 | 站名             | 下行                          | 下行                     | 上行                          | 上行                     | 换乘同站公交                                                                                                 | 换乘地铁         |
| 序号 | 站名             | 停站                          | 站位                     | 停站                          | 站位                     | 换乘同站公交                                                                                                 | 换乘地铁         |
| ---- | ---------------- | ----------------------------- | ------------------------ | ----------------------------- | ------------------------ | --- | ---------------- |
| 1    | 福州路东小区站   | 向下箭头图形 · 公共汽车的图形 | 福州北路/(依兰路-集贤路) | 向上箭头图形 · 公共汽车的图形 | 福州北路/(集贤路-依兰路) | 19、23、208、211、228、308、363、369、405、406、503、603                                                     |                  |
| 2    | 佳木斯路站       | 向下箭头图形 · 公共汽车的图形 | 伊春路/错埠岭三路        | 向上箭头图形 · 公共汽车的图形 | 伊春路/错埠岭三路        | 208、211、308、369                                                                                           |                  |
| 3    | 错埠岭小区站     | 向下箭头图形 · 公共汽车的图形 | 伊春路/错埠岭一路        | 向上箭头图形 · 公共汽车的图形 | 伊春路/错埠岭一路        | 36、208、211、212、308、369                                                                                  |                  |
| 4    | 绍兴路北站       | 向下箭头图形 · 公共汽车的图形 | 伊春路/绍兴路            | 向上箭头图形 · 公共汽车的图形 | 伊春路/绍兴路            | 36、208、211、212、208、308、369                                                                             |                  |
| 5    | 伊春路站         | 向下箭头图形 · 公共汽车的图形 | 南京路/伊春路            | 向上箭头图形 · 公共汽车的图形 | 伊春路/南京路            | 12、208、211（上行）、212（上行）、308（上行）                                                               |                  |
| 6    | 南京路哈尔滨路站 | 向下箭头图形 · 公共汽车的图形 | 南京路/哈尔滨路          | 向上箭头图形 · 公共汽车的图形 | 南京路/哈尔滨路          | 12、208 |                  |
| 7    | 海伦路站         | 向下箭头图形 · 公共汽车的图形 | 南京路/海伦路            | 向上箭头图形 · 公共汽车的图形 | 南京路/海伦路            | 12、208 |                  |
| 8    | 安达路站         | 向下箭头图形 · 公共汽车的图形 | 拜泉路/安达路            |                               |                          | |                  |
| 9    | 山东路北站       |                               |                          | 向上箭头图形 · 公共汽车的图形 | 重庆南路/南京路          | |                  |
| 10   | 鞍山二路北站     | 向下箭头图形 · 公共汽车的图形 | 重庆南路/鞍山二路        | 向上箭头图形 · 公共汽车的图形 | 重庆南路/鞍山二路        | 20、210、229、303、326、365、372、378、413（上行）、607、608                                                 |                  |
| 11   | 小村庄西站       | 向下箭头图形 · 公共汽车的图形 | 重庆南路/阜新路          | 向上箭头图形 · 公共汽车的图形 | 重庆南路/阜新路          | 20、126、209、210、303、326、365、366（下行）、372、373、413、607、608、936                                  | 小村庄站（1）    |
| 12   | 四方长途站       | 向下箭头图形 · 公共汽车的图形 | 重庆南路/杭州路          | 向上箭头图形 · 公共汽车的图形 | 重庆南路/杭州路          | 20、126、209、210、303、326、365、366、372、373、413、607、608、761、765（下行）、936、临2、隧道4、隧道8、L2 |                  |
| 13   | 内蒙古路长途站   | 向下箭头图形 · 公共汽车的图形 | 内蒙古路/长春路          | 向上箭头图形 · 公共汽车的图形 | 内蒙古路/杭州路          | 5、20、21、24、227、303、305、325、326、365、366（下行）、607（下行）、608（下行）                           | 内蒙古路站（4）  |
| 14   | 三十四中站       | 向下箭头图形 · 公共汽车的图形 | 长春路/芙蓉山路          | 向上箭头图形 · 公共汽车的图形 | 长春路/芙蓉山路          | 15、227、607（下行）、608（下行）                                                                            |                  |
| 15   | 长春路曹县路站   | 向下箭头图形 · 公共汽车的图形 | 长春路/曹县路            | 向上箭头图形 · 公共汽车的图形 | 长春路/曹县路            | 15、227、607（下行）、608（下行）                                                                            |                  |
| 16   | 利津路客运站     | 向下箭头图形 · 公共汽车的图形 | 利津路/长春路            | 向上箭头图形 · 公共汽车的图形 | 利津路/长春路            | 8、211、232（上行）、371、隧道3、隧道7                                                                       |                  |
| 17   | 雒口路站         | 向下箭头图形 · 公共汽车的图形 | 利津路/雒口路            | 向上箭头图形 · 公共汽车的图形 | 利津路/雒口路            | 8、211、232（上行）、371                                                                                     |                  |
| 18   | 利津路站         | 向下箭头图形 · 公共汽车的图形 | 利津路/辽宁路            | 向上箭头图形 · 公共汽车的图形 | 利津路/辽宁路            | 8、211、232（上行）、371、隧道3、隧道7                                                                       | 利津路站（2）    |
| 19   | 辽宁路站         |                               |                          | 向上箭头图形 · 公共汽车的图形 | 寿光路/辽宁路            | |                  |
| 20   | 登州路站         | 向下箭头图形 · 公共汽车的图形 | 宁海路/登州路            |                               |                          | |                  |
| 21   | 寿光路小学站     |                               |                          | 向上箭头图形 · 公共汽车的图形 | 寿光路/登州路            | |                  |
| 22   | 青岛啤酒博物馆站 | 向下箭头图形 · 公共汽车的图形 | 登州路/延安一路          |                               |                          | 205、217上行、604                                                                                            |                  |
| 23   | 十五中站         |                               |                          | 向上箭头图形 · 公共汽车的图形 | 延安路/延安一路          | 1、4、15、25、205、212、217上行、219、220、225、302、306、307、308、367、368、604                            |                  |
| 24   | 广饶路站         | 向下箭头图形 · 公共汽车的图形 | 登州路/广饶路            |                               |                          | 205、217上行、604                                                                                            |                  |
| 25   | 汤山路站         | 向下箭头图形 · 公共汽车的图形 | 登州路/汤山路            |                               |                          | |                  |
| 26   | 大连路站         | 向下箭头图形 · 公共汽车的图形 | 登州路/合江路            | 向上箭头图形 · 公共汽车的图形 | 延安路/登州路            | 1、25、205（上行）、212（上行）、217、225、307、367                                                          | 广饶路站（1）    |
| 27   | 齐东路站         | 向下箭头图形 · 公共汽车的图形 | 莱芜二路/齐东路          | 向上箭头图形 · 公共汽车的图形 | 登州路/齐东路            | 1、25快、217上行（上行）、225、307（上行）、267（上行）                                                      |                  |
| 28   | 胶东路站         | 向下箭头图形 · 公共汽车的图形 | 莱芜二路/大连支路        |                               |                          | 1、225 |                  |
| 29   | 龙江路站         |                               |                          | 向上箭头图形 · 公共汽车的图形 | 龙江路/华山路            | 217上行、220、411                                                                                            |                  |
| 30   | 观象路站         | 向下箭头图形 · 公共汽车的图形 | 莱芜一路/江苏路          |                               |                          | 1、225 | 江苏路站（1、4） |
| 31   | 青医附院站       | 向下箭头图形 · 公共汽车的图形 | 沂水路/江苏路            | 向上箭头图形 · 公共汽车的图形 | 龙山路/龙口路            | 1（下行）、214（上行）、217上行（上行）、220（上行）、411（上行）、225（下行）                               | 青大附院站（4）  |
| 32   | 安徽路站         | 向下箭头图形 · 公共汽车的图形 | 湖北路/安徽路            | 向上箭头图形 · 公共汽车的图形 | 湖北路/安徽路            | 225（下行）                                                                                                  |                  |
| 33   | 湖北路中山路站   | 向下箭头图形 · 公共汽车的图形 | 湖北路/中山路            | 向上箭头图形 · 公共汽车的图形 | 湖北路/中山路            | 225（下行）                                                                                                  |                  |
| 34   | 中国剧院站       | 向下箭头图形 · 公共汽车的图形 | 中山路/大沽路            |                               |                          | 6、8、228、231、308、412                                                                                     |                  |
| 35   | 大沽路站         |                               |                          | 向上箭头图形 · 公共汽车的图形 | 河南路/大沽路            | 2、5、6、218、412                                                                                            |                  |
| 36   | 大窑沟站         | 向下箭头图形 · 公共汽车的图形 | 济南路/沧口路            | 向上箭头图形 · 公共汽车的图形 | 济南路/沧口路            | 6、412 | 中山路站（1）    |

## 运营时间
以下均为当地时间（UTC+8）为准。
- 福州路东小区站（主站）：5:20-21:20
- 大窑沟站（副站）：6:00-22:00

## 票制票价
本路线车辆均为季节空调车，无人售票一票制。每人次投币RMB ¥ 1（关空调）或2（开空调）。

## 备注
1. ↑  啤酒街开街期间，此站点取消，另址设置“台东站”
2. ↑  啤酒街开街期间，临时设置的“台东站”位于延安二路/菜市二路
3. ↑   註: